# バスケットボール女子ブルガリア代表
バスケットボール女子ブルガリア代表は、ブルガリアバスケットボール連盟により国際大会に派遣されているブルガリアの女子バスケットボールナショナルチームである。
1958年に欧州選手権で優勝し、1959年世界選手権及びモスクワオリンピックで銀メダルを獲得するなど東欧の古豪として君臨した。
しかし、近年は成績が低迷しており、2004年のキリンカップ・バスケットボールでも日本に3タテを喰らった。

## 過去の成績
- オリンピックの成績
  - 1976年 － 銅メダル
  - 1980年 － 銀メダル
  - 1988年 － 5位
- 世界選手権の成績
  - 1959年 － 準優勝
  - 1964年 － 3位
  - 1967年 － 6位
  - 1983年 － 3位
  - 1986年 － 7位
  - 1990年 － 8位
- 欧州選手権の成績
  - 優勝（1958年）